# Alessandro Ricci (doppiatore)
Alessandro Ricci (Roma, 7 marzo 1963) è un doppiatore, direttore del doppiaggio e conduttore televisivo italiano.

## Biografia
Nato e cresciuto a Roma, ha iniziato la carriera come speaker a metà degli anni Ottanta ma si è avvicinato al mondo del doppiaggio per la prima volta a Londra, tramite gli studi della Rai, essendo stato contattato per un'intervista a Sean Connery.
È stato la voce ufficiale del canale televisivo Cartoon Network al debutto in Italia, nonché annunciatore fisso per il canale televisivo BBC Knowledge per l'Italia. È stato inoltre per oltre un anno presentatore meteo nell'edizione italiana del canale televisivo The Weather Channel, trasmesso da TELE+.

Nel videogioco Metal Gear Solid del 1998 è stato doppiatore, per la versione italiana, del protagonista, Solid Snake. In merito a quell'esperienza, ha rilasciato, nell'agosto del 2018, un'intervista dove ha descritto le difficoltà incontrate:
Inquadrare quel tipo di voce non è stato facilissimo. Anche perché mancava un direttore del doppiaggio italiano nonostante fossero presenti i rappresentanti della Halifax [...] E poi hanno scelto quel tipo di voce molto sgranata, forse troppo sgranata...»
Ha prestato la sua voce a numerosi altri personaggi del mondo videoludico: tra questi, diversi draghi e Nasty Norc in Spyro the Dragon più Spyro e l'orso Riccone nei suoi due seguiti, ed è stato altresì la voce di Rocky Balboa nell'omonimo videogioco, così come del suo antagonista, Clubber Lang.
Nel 2013 è stato direttore del doppiaggio del videogioco Remember Me, che viene localizzato interamente in italiano. Due anni dopo ha diretto il doppiaggio in italiano del videogioco survival horror Dying Light distribuito dalla Warner Bros. Interactive Entertainment e prodotto dalla Techland.
Nel 2017 è stato direttore del doppiaggio per l'edizione italiana di The Legend of Zelda: Breath of the Wild di Nintendo.

## Filmografia

### Televisione
- La piovra 7 - Indagine sulla morte del commissario Cattani – miniserie TV (1995)

## Doppiaggio

### Videogiochi
- Solid Snake in Metal Gear Solid (1998)
- Nasty Norc e diversi Draghi in Spyro the Dragon (1998)[6]
- Karl Sturguard, Dirk il Leale e Voce narrante in MediEvil (1998)[7]
- Couger, Doyle, Raone e Reliquie in Destrega (1998)[8]
- Tiny Tiger in Crash Bandicoot 3: Warped (1998)
- Capitan Blasto in Blasto (1998)[9]
- Tiny Tiger e Papu Papu in Crash Team Racing (1999)
- Drake, Necros, voce narrante e personaggi minori in Crusaders of Might and Magic (1999)
- Charles e personaggi minori in Tombi! 2 (1999)[10]
- Spyro, Riccone e Ripto in Spyro 2: Gateway to Glimmer (1999)[11]
- Spyro e Riccone in Spyro: Year of the Dragon (2000)[12]
- Rocky Balboa e Clubber Lang in Rocky (2002)[13]
- Albert in Vampire Night (2002)

### Altro
- Audioguide per il Louvre, la National Gallery of Art, la Tate Gallery
- Pubblicità per FIAT (Regno Unito), Xbox 360, Saclà
- Voce delle procedure di sicurezza della Easyjet

## Direzione del doppiaggio
- Inazuma Eleven (2008)[14]
- IL-2 Sturmovik: Birds of Prey (2009)[15]
- Vanquish (2010)[16]
- Inazuma Eleven 2 (2012)[17]
- Inazuma Eleven 3 (2013)[18]
- Remember Me (2013)
- Inazuma Eleven GO (2014)[19]
- Dying Light (2015)
- Inazuma Eleven GO Chrono Stones (2015)[20]
- The Legend of Zelda: Breath of the Wild (2017)[21]
- The Casting of Frank Stone (2024) [22]